# Miedźna (gromada)
Miedźna – dawna gromada, czyli najmniejsza jednostka podziału terytorialnego Polskiej Rzeczypospolitej Ludowej w latach 1954–1972.
Gromady, z gromadzkimi radami narodowymi (GRN) jako organami władzy najniższego stopnia na wsi, funkcjonowały od reformy reorganizującej administrację wiejską przeprowadzonej jesienią 1954 do momentu ich zniesienia z dniem 1 stycznia 1973, tym samym wypierając organizację gminną w latach 1954–1972.
Gromadę Miedźna z siedzibą GRN w Miedźnej utworzono – jako jedną z 8759 gromad na obszarze Polski – w powiecie pszczyńskim w woj. stalinogrodzkim, na mocy uchwały nr 21/54 WRN w Stalinogrodzie z dnia 5 października 1954. W skład jednostki weszły obszary dotychczasowych gromad Frydek, Gilowice, Grzawa i Miedźna ze zniesionej gminy Miedźna w tymże powiecie. Dla gromady ustalono 22 członków gromadzkiej rady narodowej.
29 lutego 1956 z gromady Miedźna wyłączono wsie Frydek i Gilowice, a z obszarów tych utworzono nową gromadę Frydek w tymże powiecie.
20 grudnia 1956 województwo stalinogrodzkie przemianowano (z powrotem) na katowickie.
31 grudnia 1961 do gromady Miedźna włączono wieś Frydek ze zniesionej gromady Frydek w tymże powiecie.
1 lipca 1963 do gromady Miedźna przyłączono niektóre parcele z obrębu katastralnego Ćwiklice (karta mapy 1) z gromady Ćwiklice w tymże powiecie.
Gromada przetrwała do końca 1972 roku, czyli do kolejnej reformy gminnej. 1 stycznia 1973 w powiecie pszczyńskim reaktywowano gminę Miedźna.
1 lutego 1977 gminę zniesiono włączając jej obszar do nowo utworzonej gminy Brzeszcze. 1 października 1982 gminę Miedźna reaktywowano.